# European Open 2019 - Qualificazioni singolare
Le qualificazioni del singolare dell'European Open 2019 sono state un torneo di tennis preliminare per accedere alla fase finale della manifestazione. I vincitori dell'ultimo turno sono entrati di diritto nel tabellone principale. In caso di ritiro di uno o più giocatori aventi diritto a questi sono subentrati i lucky loser, ossia i giocatori che hanno perso nell'ultimo turno ma che avevano una classifica più alta rispetto agli altri partecipanti che avevano comunque perso nel turno finale.

## Teste di serie
1. Kyle Edmund (primo turno)
2. Grégoire Barrère (qualificato)
3. Kamil Majchrzak (qualificato)
4. Marius Copil (qualificato)

1. Salvatore Caruso (primo turno)
2. Jaume Munar (ultimo turno)
3. Antoine Hoang (ultimo turno)
4. Paolo Lorenzi (ultimo turno)

## Qualificati
1. Yannick Maden
2. Grégoire Barrère

1. Kamil Majchrzak
2. Marius Copil

## Tabellone

### Legenda
| - Q = Qualificato - WC = Wild card - LL = Lucky loser | - ALT = Alternate - SE = Special Exempt - PR = Protected Ranking | - w/o = Walkover - r = Ritirato - d = Squalificato |

### Sezione 1
|  | Primo turno | Primo turno      | Primo turno      | Primo turno | Primo turno |  |  | Ultimo turno | Ultimo turno   | Ultimo turno | Ultimo turno | Ultimo turno |  |
|  |             |                  |                  |             |             |  |  |              |                |              |              |              |  |
|  | 1/WC        | Kyle Edmund      | 4                | 7           | 3           |  |  |              |                |              |              |              |  |
|  |             | Norbert Gombos   | 6                | 6           | 6           |  |  |              | Norbert Gombos | 1            | 6            | 4            |  |
|  |             | Yannick Maden    | Yannick Maden    | 6           | 6           |  |  |              | Yannick Maden  | 6            | 3            | 6            |  |
|  | 5           | Salvatore Caruso | Salvatore Caruso | 2           | 4           |  |  |              |                |              |              |              |  |

### Sezione 2
|  | Primo turno | Primo turno      | Primo turno      | Primo turno | Primo turno |  |  | Ultimo turno | Ultimo turno     | Ultimo turno     | Ultimo turno | Ultimo turno |  |
|  |             |                  |                  |             |             |  |  |              |                  |                  |              |              |  |
|  | 2           | Grégoire Barrère | Grégoire Barrère | 6           | 6           |  |  |              |                  |                  |              |              |  |
|  |             | Pedro Martínez   | Pedro Martínez   | 0           | 4           |  |  | 2            | Grégoire Barrère | Grégoire Barrère | 6            | 6            |  |
|  | WC          | Arnaud Bovy      | 7                | 1           | 4           |  |  | 8            | Paolo Lorenzi    | Paolo Lorenzi    | 1            | 4            |  |
|  | 8           | Paolo Lorenzi    | 65               | 6           | 6           |  |  |              |                  |                  |              |              |  |

### Sezione 3
|  | Primo turno | Primo turno       | Primo turno       | Primo turno | Primo turno |  |  | Ultimo turno | Ultimo turno    | Ultimo turno    | Ultimo turno | Ultimo turno |  |
|  |             |                   |                   |             |             |  |  |              |                 |                 |              |              |  |
|  | 3           | Kamil Majchrzak   | Kamil Majchrzak   | 6           | 6           |  |  |              |                 |                 |              |              |  |
|  |             | Sergiy Stakhovsky | Sergiy Stakhovsky | 3           | 3           |  |  | 3            | Kamil Majchrzak | Kamil Majchrzak | 7            | 6            |  |
|  |             | Marco Trungelliti | Marco Trungelliti | 3           | 4           |  |  | 6            | Jaume Munar     | Jaume Munar     | 65           | 1            |  |
|  | 6           | Jaume Munar       | Jaume Munar       | 6           | 6           |  |  |              |                 |                 |              |              |  |

### Sezione 4
|  | Primo turno | Primo turno     | Primo turno     | Primo turno | Primo turno |  |  | Ultimo turno | Ultimo turno  | Ultimo turno  | Ultimo turno | Ultimo turno |  |
|  |             |                 |                 |             |             |  |  |              |               |               |              |              |  |
|  | 4           | Marius Copil    | Marius Copil    | 6           | 6           |  |  |              |               |               |              |              |  |
|  |             | Ruben Bemelmans | Ruben Bemelmans | 4           | 4           |  |  | 4            | Marius Copil  | Marius Copil  | 6            | 6            |  |
|  | Alt         | Carlos Taberner | 2               | 6           | 2           |  |  | 7            | Antoine Hoang | Antoine Hoang | 1            | 3            |  |
|  | 7           | Antoine Hoang   | 6               | 3           | 6           |  |  |              |               |               |              |              |  |